# Естемпюи
Естемпюи (на френски: Estaimpuis) е селище в Югозападна Белгия, окръг Турне на провинция Ено. Населението му е около 9600 души (2006).